# Nazionale maschile di pallavolo dell'Indonesia
La nazionale maschile di pallavolo dell'Indonesia è una squadra asiatica e oceaniana composta dai migliori giocatori di pallavolo dell'Indonesia ed è posta sotto l'egida della Federazione pallavolistica dell'Indonesia.

## Rosa
Segue la rosa dei giocatori convocati per l'AVC Challenge Cup 2024.
| N° | Nome              | Ruolo | Data di nascita  | Squadra              |
| -- | ----------------- | ----- | ---------------- | -------------------- |
| 1  | Mohammad Setiawan | P     | 6 giugno 2006    | Garuda Jaya          |
| 2  | I Ketut Riski     | S     | 2 maggio 2006    | Garuda Jaya          |
| 3  | Muhammad Yoku     | C     | 7 gennaio 2002   | Surabaya BIN Samator |
| 4  | Darda Muhammad    | C     | 8 gennaio 2005   | Jakarta Bank DKI     |
| 8  | Rangga Hatmojo    | S     | 30 gennaio 2007  | Garuda Jaya          |
| 11 | Putrada Nugroho   | C     | 2 maggio 2005    | Jakarta LavAni       |
| 14 | Raihan Attorif    | L     | 25 gennaio 2006  | Garuda Jaya          |
| 16 | Krisna Krisna     | S     | 8 giugno 2005    | Garuda Jaya          |
| 17 | Rama Fauzan       | O     | 9 settembre 2002 | Surabaya Bank Jatim  |
| 18 | Agustino Agustino | C     | 26 agosto 2005   | Surabaya Bank Jatim  |
| 19 | Muhammad Reyhan   | L     | 22 maggio 2007   | Garuda Jaya          |
| 21 | Yohanes Prasasti  | O     | 5 dicembre 2004  | Jabar                |
| 25 | Fauzan Nibras     | O     | 31 maggio 2008   | Jabar                |
| 33 | Muhammad Helmi    | P     | 3 aprile 2004    | Surabaya Bank Jatim  |

## Risultati

### Competizioni AVC
| 1975 | 6º posto        | Convocazioni |
| 1979 | non qualificata | -            |
| 1983 | 9º posto        | Convocazioni |
| 1987 | non qualificata | -            |
| 1989 | non qualificata | -            |
| 1991 | 6º posto        | Convocazioni |
| 1993 | non qualificata | -            |
| 1995 | non qualificata | -            |
| 1997 | non qualificata | -            |
| 1999 | 6º posto        | Convocazioni |
| 2001 | non qualificata | -            |
| 2003 | non qualificata | -            |
| 2005 | 11º posto       | Convocazioni |
| 2007 | 7º posto        | Convocazioni |
| 2009 | 6º posto        | Convocazioni |
| 2011 | 11º posto       | Convocazioni |
| 2013 | non qualificata | -            |
| 2015 | non qualificata | -            |
| 2017 | 4º posto        | Convocazioni |
| 2019 | 12º posto       | Convocazioni |
| 2023 | 9º posto        | Convocazioni |

| 2008 | 7º posto        | Convocazioni |
| 2010 | non qualificata | -            |
| 2012 | non qualificata | -            |
| 2014 | non qualificata | -            |
| 2016 | non qualificata | -            |
| 2018 | non qualificata | -            |
| 2022 | non qualificata | -            |

| 2018 | non qualificata | -            |
| 2022 | non qualificata | -            |
| 2023 | 6º posto        | Convocazioni |
| 2024 | 11º posto       | Convocazioni |
| 2025 | 6º posto        | Convocazioni |